# Pardosa prativaga
Pardosa prativaga là một loài nhện trong họ Lycosidae.
Loài này thuộc chi Pardosa. De oeverwolfspin được Ludwig Carl Christian Koch miêu tả năm 1870.

## Hình ảnh

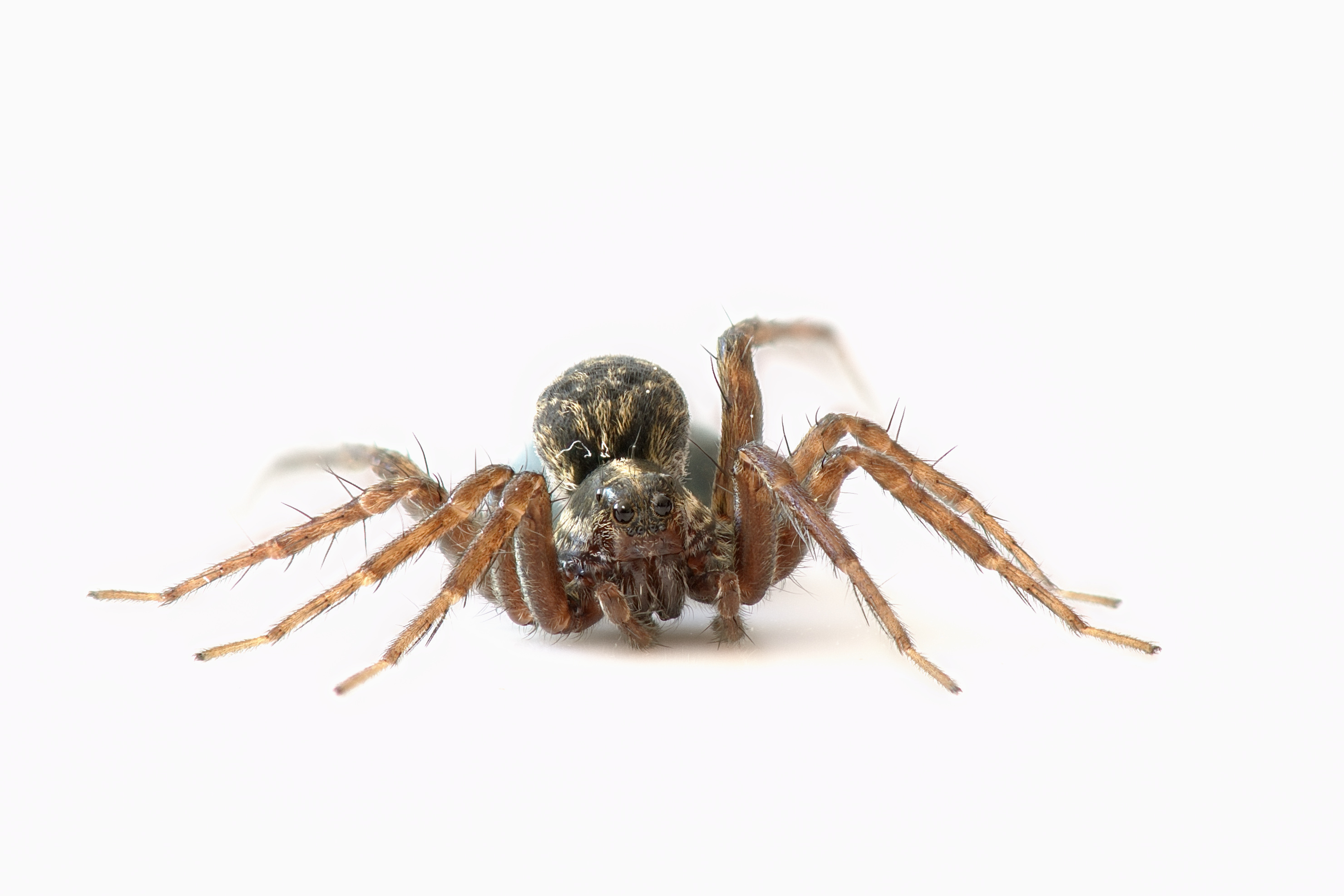